# Hands to Myself
«Hands to Myself» es una canción de la cantante estadounidense Selena Gomez, perteneciente a su segundo álbum de estudio, Revival, lanzado el 9 de octubre de 2015. Julia Michaels, Justin Tranter, Max Martin, Mattias Larsson y Robin Fredriksson compusieron el tema, mientras que estos tres últimos lo produjeron.
La canción fue usada en el comercial de Pantene transmitido en Latinoamérica en el cual Gomez habla en español. Musicalmente, es una canción que mezcla géneros del dance pop, tech house y synth pop que habla del deseo sexual.

## Antecedentes
«Hands to Myself» fue la última canción que Selena Gomez grabó para Revival. La idea de componer el tema surgió con el inesperado éxito de «Good for You», compuesta por Justin Tranter y Julia Michaels. La cantante afirma estar «obsesionada con ellos», por lo que insistió en pasar cuatro días más con los compositores en el estudio de grabación, a pesar de que Interscope Records le advirtió que estaban a punto de empezar a mezclar el disco. Allí, grabaron tres canciones, dos de las cuales figuraron en el álbum: «Me & the Rhythm» y «Hands to Myself». Para la inspiración de esta última, Gomez se preguntó «¿Qué es lo que no están haciendo las chicas? quiero saber lo que las chicas no están haciendo». La intérprete considera que «abordó el amor, la emoción, el corazón y cómo veo el mundo», y comentó que el sonido fresco del tema empezó con Michaels golpeando una taza en la mesa. Luego de que hicieran el hook del tema, Gomez sugirió darle una vibra de Prince a este, y lo finalizaron en 24 horas. Gomez define al tema como «un hermoso accidente», y afirma que es una de las mejores canciones del disco.
«Hands to Myself» inició con la frase “Can't keep my hands to myself”, que Julia Michaels tenía guardada en una nota de voz en su celular. De acuerdo con Justin Tranter, la química entre Michaels y Gomez influenció al tema, pues tienen muchas «similitudes emocionales». Tranter reveló que intentó colocar otro verso del tema, “Your metaphorical gin and juice”, en muchas canciones anteriormente, pero jamás había funcionado. Gomez se encontraba trabajando con los Mattman & Robin en la canción, y estos sugirieron enviarle el hook al productor sueco Max Martin. Una vez enviado, este aceptó y comentó vía FaceTime que «era lo mejor que había oído en el año», por lo que Gomez le dio libertad creativa sobre la pista, y este cambió el pre-coro y añadió otro hook. La intérprete confesó haberse sentida nerviosa por el resultado, pues nunca había trabajado con Martin. Gomez se sentía reacia a que Martin cambiara el tema, pero aclaró que nunca cuestionó sus habilidades y que este le envió notas de voz del proceso.

## Composición y producción
Julia Michaels, Justin Tranter, Max Martin, Mattias Larsson y Robin Fredriksson compusieron el tema, mientras que estos tres últimos lo produjeron. De acuerdo con varios críticos, el tema está influenciado por la cantante Janet Jackson. En el detrás de cámaras del videoclip, Gomez recalcó que «Hands to Myself» es uno de sus temas favoritos en Revival, y comentó que espera que influya el sonido de su nueva música.

## Recepción

### Crítica
En su revisión crítica de Revival, Mikael Wood de Los Angeles Times dijo que canciones como «Hands to Myself» le recordaban a Unbreakable (2015) de Janet Jackson, a pesar de que esa era «una extraña posición para una chica de 23 años». Jia Tolentino de Spin escogió al tema como el mejor del álbum, y dijo que de vez en cuando, Gomez tenía un toque de Janet Jackson. El crítico también opinó positivamente acerca del riff de la canción, que comparó con el de «Where Is My Mind?» de Pixies. Finalmente, elogió la energía dance que se percibía luego del interludio.

### Comercial
La semana del 9 de enero de 2016, la canción subió veintitrés posiciones dentro del conteo Billboard Hot 100, desde el número sesenta y dos hasta el treinta y nueve, esto debido a que se ubicó en el número dieciocho de Digital Songs al vender 47 000 copias esa semana, un aumento del 95% en descargas digitales con respecto a la semana anterior y entró a la lista Streaming Songs en el número treinta y siete gracias a cinco millones de streams recibidos; 46% de estos se debieron a sus reproducciones en Spotify y los demás al estreno de su vídeo musical en Apple Music y reproducciones en otros sitios. La semana del 13 de febrero de 2016, «Hands to Myself» alcanzó el top 10 de Billboard Hot 100 al ubicarse en el número siete. El tema logró esta posición gracias a su gran aumento en descargas digitales y streaming; esa semana ubicó el número seis tanto en Digital Songs como en Streaming Songs. La canción obtuvo la primera de estas posiciones gracias a 67 000 descargas, mientras que la otra la consiguió por 11.5 millones de streams. Esa misma edición de la revista, debutó en el número treinta y siete de Radio Songs. Más tarde, alcanzó el número siete en el conteo radial, y llegó al número uno en Pop Songs. Este fue el tercer número uno de Gomez en la lista, además de haber sido el tercer sencillo consecutivo de Revival en lograr el número uno. Anotar al menos tres números uno de un mismo álbum en el conteo, convirtió a Gomez en apenas la sexta artista femenina en lograrlo, solo detrás de Alanis Morissette, Avril Lavigne, Lady Gaga, Katy Perry y Taylor Swift. El tema encontró una recepción positiva en Canadá, donde logró la mejor posición obtenida por Gomez hasta entonces; el número cinco. Gracias a su destacado recibimiento en Norteamérica, «Hands to Myself» logró certificaciones de disco de platino en ambos países.
En Nueva Zelanda, «Hands to Myself» debutó en el número treinta y tres la primera semana de enero de 2016, como el debut más alto de la semana. Dos semanas después, la canción le dio a Gomez su primer top 10 en Nueva Zelanda, al ubicarse en el número diez. Luego de ubicarse en el décimo puesto por dos semanas consecutivas, el tema subió al número cinco y consiguió la certificación de disco de platino por vender 15 000 copias en el territorio neozelandés. En Australia llegó al número trece, y de igual forma consiguió un disco de platino por la venta de 70 000 unidades. La pista ubicó el número catorce en el Reino Unido, la mejor posición obtenida por Gomez como solista en el conteo desde «Come & Get It», que llegó al número ocho en 2013. En Irlanda obtuvo el número veinticuatro, y en la lista oficial de Escocia llegó al número ocho. En otros países de Europa, la canción tuvo una recepción moderada; recibió certificaciones de oro y platino en Dinamarca, Italia y Suecia y entró al top 40 de más de trece países.

## Vídeo musical

### Antecedentes y lanzamiento
Alek Keshishian dirigió el vídeo musical de «Hands to Myself», que filmó en una casa en Hollywood Hills, la cual pertenece al modelo Christopher Mason, quien se interpreta a sí mismo en el vídeo como el interés amoroso de Gomez. A pesar de que Gomez y Keshishian ya se habían conocido antes, jamás habían trabajado juntos, pero Gomez lo escogió como director de su vídeo musical por el documental de Madonna, Madonna: Truth or Dare, que dirigió el mismo Keshishian en 1991. Keshishian es conocido por «su capacidad de agregar capas a lo que la gente prefiere ver de manera simple», por lo que le gusta «encontrar diferentes formas de ver una celebridad» y dijo que Gomez «tenía la cabeza en el mismo sitio». El director comentó que fue fácil grabar las tomas con Gomez, pues es «una profesional que sabe actuar para la cámara». La ropa usada por Gomez en el vídeo, que incluye lencería y una camiseta de Mason, pertenece a la colección italiana Emporio Armani. Keshishian es descrito como un director muy detallista, pues se enfoca en pequeños detalles para caracterizar a sus personajes. Durante el vídeo, se ve a Gomez usando un anillo de compromiso mientras invade la casa de Mason, esto para convencerse de que está casada con él y que encarne mejor a un stalker. De acuerdo con la protagonista, su intención en el vídeo era transmitir la fantasía de amor que las chicas tienden a construir en sus cabezas y cómo terminan obsesionadas con ella. Gomez quería mostrar dos versiones de esta fantasía, y explicó que «todos pueden tener esos momentos en los que sueñan con cómo podrían ser sus vidas, especialmente las chicas con el amor. Estar obsesionada con la idea, y no te puedes controlar a ti misma. Eso es lo que quieres, no importa lo que suceda». Durante todo el clip, «llegas a ver estas imágenes de lo que la gente piensa que es el amor. Es teatral, tipo película. Y todo lo que terminaste viendo concluye siendo una falsa realidad en los dos finales. Así es cómo quería que se sintiera».
Gomez se asoció con la marca Beats Electronics para el vídeo de «Hands to Myself», y promocionó sus altavoces portátiles Beats Pill en el clip. El 7 de diciembre de 2015, Gomez publicó un adelanto de 30 segundos del vídeo, donde se le ve caminando por la casa en lencería y huyendo de la policía, que viene a arrestarla por invadir propiedad. El 17 de diciembre, la cantante compartió una fotografía de Christopher Mason en su Instagram sin descripción, y poco tiempo después publicó otro adelanto del clip donde se le veía junto al modelo, lo que confirmó que este aparecería allí. Apple Music estrenó en exclusiva el vídeo de «Hands to Myself» en su plataforma el 21 de diciembre de 2015, lo que fue una estrategia inteligente, según Brennan Carley de Spin, que asegura que las semanas antes de Navidad se lanzan pocos proyectos musicales importantes, lo que le daría a «Hands to Myself» suficiente atención pero sin obstaculizar la de «Same Old Love», que se encontraba en su punto máximo cuando se publicó el tercer sencillo de Revival. La semana en que el vídeo debutó en Apple Music, la canción alcanzó el número cuatro en la lista Billboard + Twitter Top Tracks, que califica los temas más comentados en Twitter. Esto debido a un aumento del 46% en las menciones de Gomez en la red social, pues recibió más de 180 000 tweets en relación con el vídeo. El videoclip tuvo su estreno en Youtube y VEVO el 20 de enero de 2016, casi un mes desde el lanzamiento en Apple Music.

### Sinopsis
En el vídeo, Gomez interpreta a una fanática acosadora que invade la casa de una estrella de cine, interpretada por Christopher Mason. Al principio del vídeo, Gomez observa fijamente un collage del actor, para luego entrar a su casa en una escena que recuerda a los robos adolescentes de The Bling Ring y cumplir algunas de sus fantasías sexuales. Una vez dentro, Gomez se desviste y se muestra solo en lencería negra y tacones altos, se prueba la ropa del actor y se retuerce en su cama. Más tarde, huele su perfume, se da una ducha caliente en la bañera y se imagina besándose con Mason en la cama. Luego de ver una maratón de películas protagonizadas por Mason, Gomez sube las escaleras de la casa mientras viste solo una sábana blanca, y se muestra el póster de una película protagonizada por el actor, titulada Obsession —en español: «Obsesión»—. Al llegar a la habitación del actor, Gomez se duerme en su cama y este entra a la casa para luego percatarse de la presencia de Gomez y llamar a la policía para que la arresten. El vídeo finaliza con un giro argumental en el que Gomez y Mason en realidad son pareja y están viendo una película titulada Hands to Myself, protagonizada por ellos mismos.

### Recepción
El vídeo de «Hands to Myself» recibió críticas positivas, que destacan que es el más sexy y revelador de Gomez hasta la fecha. Colin Stutz de la revista Billboard comentó que el vídeo «no es la historia de amor estándar» y que es «probablemente lo más sexy que hemos visto a Gomez hasta ahora». Kelly McClure de Maxim dijo que en el vídeo Gomez tocaba temas como el amor obsesivo, las manías y el acoso, y lo clasificó como su vídeo musical más sexy. Lauren Alexis Fisher de Harper's Bazaar también notó la sensualidad del vídeo y dijo que estaba influenciado por la película Fifty Shades of Grey (2015). Luego de haber sido comparado con esta película, el director del vídeo aseguró que Fifty Shades of Grey no había sido una influencia para el videoclip, y que ni siquiera había visto el filme. Kishishian declaró que su única intención era que el actor se viera exitoso y adinerado. Daniel Barna de Nylon comentó que en el vídeo, Gomez se ve más sensual y segura que nunca. Sean Fitz-Gerald de Vulture lo encontró muy «cinemático» y «retorcido», y notó grandes influencias de la película de 2015, The Gift. Meghan Overdeep del diario InStyle dijo que en «Hands to Myself» Gomez interpreta un personaje «que no podría estar más lejos de sus días de Barney & Friends». Por otro lado, David Watt del sitio británico All Noise dijo que, aunque algunos opinaban que era su vídeo más sexy de todos, no podía superar a «Good for You». Aun así, le dio una crítica favorable y dijo que seguía siendo sexy.

## Promoción y otras versiones

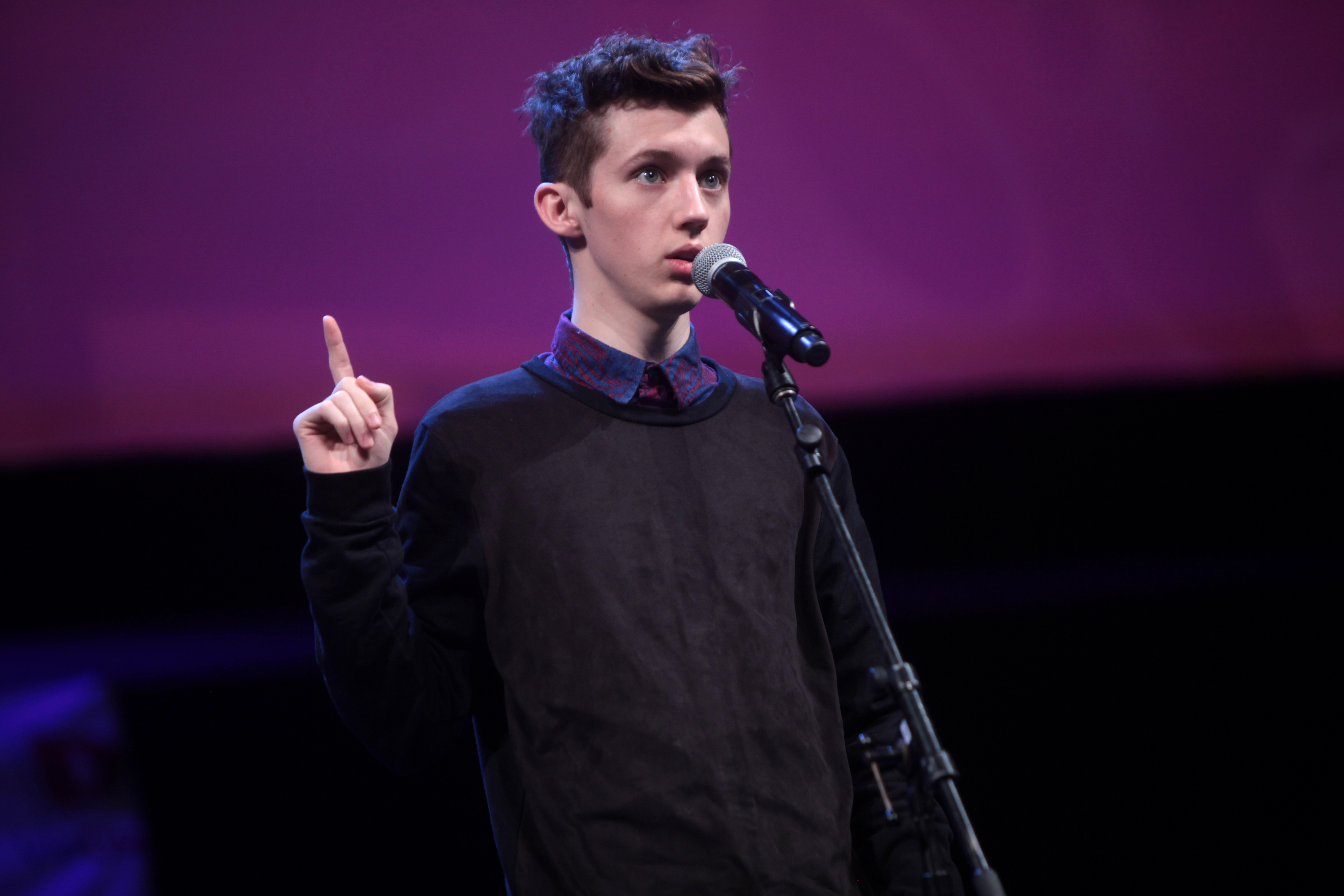
Troye Sivan versionó el tema.

Selena Gomez presentó «Hands to Myself» en vivo por primera vez en Victoria's Secret Fashion Show de 2015, en un medley con «Me & My Girls», una canción perteneciente a su álbum Revival. Durante su presentación, Gomez bailó junto a catorce bailarinas, coreografiadas por Jermaine Browne. Gomez cantó nuevamente «Hands to Myself» en el concierto Jingle Ball organizado por iHeartRadio, junto a otros de sus éxitos como «Same Old Love», «Good for You» y «Love You like a Love Song». El 23 de enero de 2016, la intérprete apareció como invitada musical en un episodio del programa estadounidense Saturday Night Live, donde presentó un medley de «Good for You» y «Same Old Love». Esta presentación estuvo acompañada solo por un grupo de hombres alrededor de la vocalista, chasqueando los dedos al ritmo de las canciones. En el mismo episodio, cantó «Hands to Myself», esta vez acompañada por dos bailarines y una cama, en la cual realizaban movimientos con las manos. El episodio tuvo 5 millones de espectadores en la noche de su estreno, 400 mil más que el promedio de su cuadragésima primera temporada. Igualmente, fue el más visto de la noche del 23 de enero en la televisión por cable estadounidense.
Como parte de la promoción del sencillo, Gomez publicó un vídeo el 1 de diciembre de 2015 en el que aparece junto a las modelos de Victoria's Secret doblando la canción. El 21 de diciembre, el cantante australiano Troye Sivan realizó un mash-up entre «Hands to Myself» y «Sorry» de Justin Bieber en el programa The Tonight Show Starring Jimmy Fallon. En abril de 2016, la banda DNCE, liderada por Joe Jonas, versionó la canción en BBC Radio 1’s Live Lounge. Esta versión tuvo un enfoque funk y recibió críticas positivas, a pesar de que, según Madeline Roth de MTV, «no coincide exactamente con la versión de Selena en cuanto a la pura impecabilidad».

## Posicionamiento en listas

### Semanales
| País              | Lista                              | Mejor posición |             |
| 2015 — 2016       | 2015 — 2016                        | 2015 — 2016    | 2015 — 2016 |
| ----------------- | ---------------------------------- | -------------- | ----------- |
| Alemania          | German Singles Chart               | 52             |             |
| Australia         | Australian Singles Chart           | 13             |             |
| Austria           | Ö3 Austria Top 75                  | 37             |             |
| Bélgica (Flandes) | Ultratop 50                        | 50             |             |
| Bélgica (Valonia) | Ultratop 100                       | 46             |             |
| Canadá            | Canadian Hot 100                   | 5              |             |
| Canadá            | CHR/Top 40 (Billboard)             | 4              |             |
| Dinamarca         | Tracklisten                        | 22             |             |
| Escocia           | Scottish Singles Chart Top 100     | 8              |             |
| Eslovaquia        | Singles Digital Top 100            | 8              |             |
| Estados Unidos    | Adult Contemporary (Billboard)     | 26             |             |
| Estados Unidos    | Adult Top 40                       | 13             |             |
| Estados Unidos    | Billboard Hot 100                  | 7              |             |
| Estados Unidos    | Dance/Mix Show Airplay (Billboard) | 15             |             |
| Estados Unidos    | Dance Club Songs (Billboard)       | 38             |             |
| Estados Unidos    | Digital Songs                      | 6              |             |
| Estados Unidos    | Pop Songs                          | 1              |             |
| Estados Unidos    | Radio Songs                        | 7              |             |
| Estados Unidos    | Rhythmic (Billboard)               | 21             |             |
| Estados Unidos    | Streaming Songs                    | 6              |             |
| Francia           | French Singles Chart               | 118            |             |
| Irlanda           | Irish Singles Chart                | 24             |             |
| Hungría           | Stream Top 40                      | 14             |             |
| Italia            | Top Digital Download               | 38             |             |
| Noruega           | VG-lista                           | 18             |             |
| Nueva Zelanda     | New Zealand Singles Chart          | 5              |             |
| Países Bajos      | Single Top 100                     | 32             |             |
| Reino Unido       | Official Singles Chart Top 100     | 14             |             |
| República Checa   | Singles Digital Top 100            | 10             |             |
| Sudáfrica         | EMA                                | 9              |             |
| Suecia            | Sverigetopplistan                  | 20             |             |
| Suiza             | Swiss Single Chart                 | 40             |             |

## Certificaciones
| País           | Organismo certificador | Certificación | Ventas certificadas | Ref.   |
| -------------- | ---------------------- | ------------- | ------------------- | ------ |
| Australia      | ARIA                   | 2× Platino    | 140 000             | [ 16 ] |
| Brasil         | ABPD                   | Diamante      | 160 000             | [ 68 ] |
| Canadá         | CRIA                   | Platino       | 80 000              | [ 13 ] |
| Dinamarca      | IFPI                   | Oro           | 30 000              | [ 20 ] |
| Estados Unidos | RIAA                   | 2× Platino    | 2.000.000           | [ 12 ] |
| Italia         | FIMI                   | Platino       | 50 000              | [ 21 ] |
| Nueva Zelanda  | RMNZ                   | Platino       | 15 000              | [ 15 ] |
| Reino Unido    | BPI                    | Platino       | 600 000             | [ 69 ] |
| Suecia         | GLF                    | 2× Platino    | 80 000              | [ 22 ] |

## Premios y nominaciones
| Año  | Ceremonia de premiación       | Premio                          | Resultado | Ref.   |
| ---- | ----------------------------- | ------------------------------- | --------- | ------ |
| 2016 | Teen Choice Awards            | Choice Song Female Artist       | Nominada  | [ 70 ] |
| 2016 | Teen Choice Awards            | Choice Love Song                | Ganador   | [ 70 ] |
| 2016 | Much Music Video Music Awards | Sencillo Internacional femenino | Nominada  | [ 70 ] |

## Créditos y personal
- Asistente de grabación: Juan Carlos Torrado
- Bajo, batería, guitarra, piano, grabación: Mattman & Robin
- Compositores: Julia Michaels, Selena Gomez, Justin Tranter, Mattias Larsson, Max Martin, Robin Fredriksson
- Coros: Julia Michaels
- Voz: Selena Gomez
- Ingeniería de mezclas: John Hanes
- Mezcla: Serban Ghenea
- Percusión, productores vocales, programadores, sintetizadores: Mattman & Robin, Max Martin

Fuente: Discogs